# ایرانیان در بابل هخامنشی
ایرانیان در بابل هخامنشی (به انگلیسی: Iranians in Achaemenid Babylonia) نوشته محمد داندامایف در تاریخ مه ۱۹۹۲ است. این کتاب توسط محمود جعفری دهقی به فارسی برگردانیده شد است.

## شرح کتاب
این کتاب یکی از مهم‌ترین پژوهش‌های محمد داندامایف درباره ایرانیان ساکن در بابل در طول فرمانروایی هخامنشیان است . وی با دقت بسیار گِلنوشته‌های ایلامی باقی‌مانده از بایگانی عظیم موراشو را بررسی کرده و فهرستی از ایرانیان ساکن بابل و سایر شهرهای میانرودان را به دست داده است. از آنجا که این اسامی در هیچ سند دیگری ثبت نشده و تنها مرجع ارائه دهنده آن همین گلنوشته‌ها است، از اهمیت فوق العاده‌ای برخوردار است. افزون بر این، به یاری این اسناد می توان به روابط اجتماعی، فرهنگی و به ویژه اقتصادی عصر هخامنشی با دیگر سرزمین‌های امپراطوری نام برد.
فرهنگ بابل باستان در طول دو سده تسلط پارس‌ها گسترش یافت . اخترشناسی ریاضی بابل تحت فرمانروایی هخامنشیان پیشرفت ویژه‌ای داشت . توفیقات آن از جمله بزرگ‌ترین پیشرفت‌های تأثیرگذار تمدن باستان به شمار می‌رود . در همان دوران حقوق بابل به شکوفایی رسید و تحولات چشمگیری نیز در روابط اجتماعی – اقتصادی کشور روی داد . دستگاه اداری پارس در بابل افزون بر دربار شاهی ، که پائیز و زمستان را در بابل به سر می‌برد ، به میزان گسترده‌ای از خدمات دبیران محلی در نگارش آرامی و اکدی سود برد . اگرچه نمایندگان دولت در بابل هخامنشی زبان آرامی را به کار می‌بردند ، ولی زبان اکدی به عنوان زبان فرقه‌های دینی و منابع پزشکی و ریاضی و تا حدی اسناد حقوقی باقی‌ماند . مطالعه اسناد بابلی از اهمیت خاصی برخوردار است ، زیرا تنها از میانرودان منابع متنوعی موجود می‌باشد که ما را به بازسازی اشکال گوناگون روابط اجتماعی و اقتصادی این دوره قادر می‌سازد.
این کتاب حاوی همهٔ شواهد بابلی، منابع کتاب‌شناسی، کلاسیک و آرامی دربارهٔ کسانی است که دارای نام ایرانی بوده و به طوردائم یا موقت در بابل سکونت داشته‌اند. این افراد معمولاً پارسی، مادی، یا نمایندهٔ برخی قبایل ایرانی بوده‌اند، اگر چه شماری از این اشخاص سامی یا افرادی دو رگه بوده‌اند. این موارد به صورت الفبای برای حدود ۳۵۰ نام ایرانی با ارجاع به منابع و اطلاعات کامل دربارهٔ اشخاص است که نام آن‌ها برده شده است.